# АС Мантова
„Мантова 1911“ ООД (на италиански: Mantova 1911 S.r.l.), по-известен като „Мантова“ (Mantova), е италиански футболен клуб със седалище в град Мантуа, регион Ломбардия, Северна Италия. Играе в Серия С – третата дивизия на Италианската футболна лига.
Основан през 2017 г., той е наследник на спортната традиция, започнала през 1911 г. с основаването на Футболната асоциация на Мантуа (Associazione Mantovana del Calcio) и впоследствие преминала през различни преосновавания, последното от които – през 2010 г. под името ФК „Мантова“ (Mantova Football Club), отстранен от шампионата на Серия C 2017 – 2018 заради формална и финансова несъстоятелност (впоследствие насочвайки се към обявяването на фалит).
От историческа гледна точка „Мантова“ може да се похвали със седем участия в едногруповата Серия А като най-голям негов успех. Печели също и Серия B 1970 – 1971 и завършва трети в Копа Италия 1961 – 1962.
Познат е с прозвищата „виргилианците“ (Virgiliani, вирджилиани), „червенобелите“ (Biancorossi, бианкороси) и „белолентовите“ (Biancobandati, бианкобандати). Домакинските си срещи играе на стадион „Данило Мартели“ с капацитет 14 804 зрители.

## История
Най-успешните години за клуба са 70-те. 7 сезона „Мантова“ играе в Серия A 1961 – 62 – 1964 – 65, 1966 – 67 – 1967 – 68, 1971 – 72.
През сезон 2004 – 05 клубът печели Серия C1/A, побеждавайки във финалния плейоф отбора на „Павия“, и получава правото да играе в Серия Б.
През сезон 2006 – 07 става първия отбор победил Ювентус в мач от Серия Б.

## Успехи
Серия Б: (1)
- Победител: 1970 – 71

Серия C1: (1)
- Победител: 1958 – 59

Серия C2: (3)
- Победител: 1987 – 88, 1992 – 93 и 2003 – 04

Серия D: (1)
- Победител: 1957 – 58

## Български футболисти
- Росен Кръстев: 2016

## Известни играчи
- Дино Дзоф
- Анджело Сормани
- Карл-Хайнц Шнелингер
- Стефано Фиоре
- Дарио Хюбнер

## Известни треньори
- Роберто Бонинсеня
- Алесандро Костакурта
- Нандор Хидегкути